# Brabham BT10
La Brabham BT10  è una monoposto costruita dalla scuderia britannica Brabham 
nel 1964 e utilizzata sia in Formula 2 che Formula 1, dove ha partecipato al Campionato mondiale di Formula 1 1964 e 1965.

## Storia
Progettata da Ron Tauranac ed alimentata da un motore Cosworth 109E da 1,5 litri, fu impiegata dalla Motor Racing Developments in Formula 2, ottenendo diverse vittorie. L'auto fu anche iscritta a due gare di Formula 1 dalla John Willment Automobiles che utilizzò una BT10 al Gran Premio di Gran Bretagna del 1964 con alla guida Frank Gardner, ma si ritirò a causa di un incidente. E la seconda gara di F1 della BT10 fu al Gran Premio del Sud Africa del 1965, dove due BT10, una di David Prophet e l'altra di Paul Hawkins, si piazzarono rispettivamente Prophet 14° e Hawkins 9°.
In Formula 2 la vettura, alimentata da un motore da 998 cm³, vinse con alla guida Jack Brabham la Gold Cup.